# Kalmar FF
Kalmar FF er en svensk fodboldklub fra Kalmar, der spiller i den svenske række, Allsvenskan. 
Klubben blev grundlagt den 10. januar 1910 som IF Göta og har vundet det svenske mesterskab en gang, i 2008 og har vundet den svenske pokalturnering tre gange (1981, 1987 og 2007).
Den tidligere danske landstræner Bo Johansson har både spillet for og trænet klubben.

## Danske spillere
- Sebastian Feddersen
- Mileta Rajovic

## Kendte spillere
- Bo Johansson
- César Santin
- Patrik Rosengren